# Joe Nibloe
Joseph Nibloe, couramment appelé Joe Nibloe, est un footballeur international écossais, né le 23 novembre 1903, à Corkerhill (en), Glasgow et décédé le 25 octobre 1976 . Évoluant au poste de défenseur, il a joué successivement pour Kilmarnock, Aston Villa et Sheffield Wedneday.
Il compte 11 sélections en équipe d'Écosse.

## Biographie

### Carrière en club
Natif de Corkerhill (en), Glasgow, il se met à pratiquer le football assez tardivement et joue en amateur jusqu'à l'âge de 20 ans, tout en travaillant pour les chantiers Harland and Wolff à Govan (Glasgow). À cette époque, il joue comme avant-centre avant de se reconvertir comme arrière gauche ce qui fait décoller sa carrière et l'amène à signer comme professionnel à Kilmarnock en juin 1924.
Il reste huit saisons au Rugby Park, remportant la Coupe d'Écosse en 1929 après une victoire 2-0 contre les Rangers en finale. Il joue une autre finale de Coupe d'Écosse en 1932, perdue cette fois 3-0 après un premier match nul 1-1, toujours contre les Rangers. Il dispute un total de 279 matches officiels pour les Killies, dont il reste le joueur ayant reçu le plus de sélections en équipe nationale avec 11 capes.
Il s'engage ensuite pour le club anglais d'Aston Villa en 1932, lors d'un transfert d'un montant de 1 800 £. Il a du mal à s'imposer comme titulaire dans son nouveau club lors de sa première saison, pendant laquelle Aston Villa termine vice-champion derrière Arsenal, l'entraîneur W. J. Smith (en) lui préférant le vétéran Thomas Mort (en). 
La saison suivante, il devient un membre indiscutable de l'équipe première, y délogeant Tommy Mort (en) et enchaîne de très bonnes prestations, au point que sa vente à Sheffield Wednesday lors de l'été 1934, pour 2.500£ plus George Beeson provoque l'ire des supporteurs d'Aston Villa.
Au contraire, son arrivée à Sheffield Wednesday est salué à la fois par les supporteurs et par la presse, qui parle de coup de maître de la part du manager Billy Walker qui avait été coéquipier de Nibloe quand lui-même jouait à Aston Villa. Toutefois, étant donné l'éclosion d'un jeune talent au poste d'arrière gauche, Ted Catlin (en), il est demandé à Nibloe de s'essayer au poste d'arrière droit pour lequel Wednesday possédait moins de solution, poste où il finit par se stabiliser.
Il remporte une FA Cup en 1935, en battant WBA 4-2 en finale. Il met un terme à sa carrière à la suite de l'éclatement de la Seconde Guerre mondiale, à l'âge de 35 ans, mais il n'était alors plus qu'une solution de rechange depuis deux saisons et l'avènement de Jack Ashley à son poste.
Pendant la guerre, il travaille dans une usine d'armement à Stocksbridge, Sheffield où il continue à vivre après la guerre et travaille dans l'aciérie Samuel Fox (en). Il vit à Doncaster au moment de sa mort, en 1976.
L'un des fils, John, devient footballeur professionnel, jouant pour Sheffield United, Stoke City, Doncaster Rovers et Stockport County avant de décéder dans un accident de la route en novembre 1964.

### Carrière internationale
Joe Nibloe reçoit 11 sélections en faveur de l'équipe d'Écosse. Il joue son premier match le 13 avril 1929, pour une victoire 1-0, à l'Hampden Park de Glasgow, contre l'Angleterre en British Home Championship. Il reçoit sa dernière sélection le 8 mai 1932, pour une victoire 3-1, au Stade olympique Yves-du-Manoir de Colombes, contre la France en match amical. Il n'inscrit aucun but lors de ses 11 sélections.
Il participe avec l'Écosse aux British Home Championships de 1929 à 1932.

## Palmarès

### Comme joueur
- Kilmarnock :
  - Vainqueur de la Coupe d'Écose en 1929
  - Finaliste de la Coupe d'Écose en 1932

- Sheffield Wednesday :
  - Vainqueur de la FA Cup en 1935
  - Vainqueur du Charity Shield en 1935